# Stock (Essex)
Stock is een civil parish in het bestuurlijke gebied Chelmsford, in het Engelse graafschap Essex.